# Rudolf Stammler
Rudolf Stammler (plným jménem Karl Eduard Julius Theodor Rudolf Stammler; 19. února 1856, Alsfeld, Hesensko, Německý spolek – 25. dubna 1938, Wernigerode, Sasko-Anhaltsko, Německá říše) byl německý právník a právní teoretik a filosof. Založil sociální idealismus, přednášel v Giessenu, Marburku, Halle a Berlíně.